# Intervenção urbana

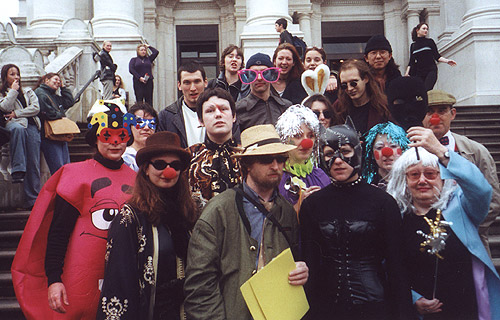
Stuckistas realizam intervenção de protesto contra o prêmio Turner, na Tate Britain

Intervenção urbana é uma manifestação artística, geralmente realizada em áreas centrais de grandes cidades. Consiste em uma interação com um objeto artístico previamente existente (um monumento por exemplo) ou com um espaço público, visando colocar em questão as percepções acerca do objeto artístico. São notadamente voltados para uma experiência estética que procura produzir novas maneiras de perceber o cenário urbano e criar relações afetivas com a cidade que não a da objetividade funcional que aplaca neodadaístas. Consiste em um desafio ou, no mínimo, um comentário sobre um objeto (eventualmente, um objeto artístico) preexistente, através de instalações, grafites, cartazes, cenas de teatro ao ar livre ou acréscimo de outros elementos plásticos, de forma a modificar o significado ou as expectativas do senso comum, quanto a esse objeto o espaço.
Nesse contexto, a Intervenção Urbana introduz a premissa da arte como meio para questionar e transformar a vida urbana cotidiana. Os sujeitos são ativos e criadores e a realidade passa a ser não mais reproduzida e sim produzida.
Essa forma de manifestação também expande os conceitos de arte, afinal, se uma pedra pintada de vermelho, uma ilha encoberta por um pano e um homem andando de saia numa avenida movimentada de São Paulo são exemplos de manifestações artísticas, então o que (não) seria arte? Tal como suas próprias inspirações citadas acima, a intervenção urbana retoma o questionamento e o lança ao espaço público incitando a população à discussão.
A intervenção é geralmente inusitada, realizada a céu aberto e por ter um caráter crítico, seja do ponto de vista ideológico, político ou social, se refere a aspectos da vida nos grandes centros urbanos. Uma poesia embaralhada numa estação de metrô, por exemplo, é um convite para que as pessoas parem sua maratona frenética e dediquem alguns minutos para decifrar aquelas palavras. Mas as intervenções urbanas também podem ter outros alvos, como a marginalização da arte, problemas sociais, ambientais e outros.
A prática da intervenção urbana ganhou muita força no Brasil a partir do final da década de 90, principalmente devido a atuação dos coletivos artísticos que se formaram em diversas cidades do país.